# Bogd chán
Bogd chán (variantně Bogdchán, Bogd-chán, vlastním jménem  ཁལ་ཁ་རྗེ་བཙུན་དམ་པ་ངག་དབང་བློ་བཟང་ཆོས་ཀྱི་ཉི་མ་བསྟན་པའི་དབང་ཕྱུག་, Wylie ngag dbang blo bzang chos kyi nyi ma bstan 'dzin dbang phyug, Agvánluvsančojdžiňamadandzinvačüg, 1869/1870 Lhasa – 17. dubna 1924 Urga) byl mongolský duchovní a politický vůdce tibetského původu. Po narození byl rozeznán jako 8. dževdzundamba chutagtem, který je též znám pod čestným titulem bogdgegén. Tato převtělenecká linie (tulku, v Mongolsku označovaný jako chutagt) byla uznávána jako vedoucí buddhismu v mongolské oblasti, po rozpadu čchinské Číny v roce 1911 byl intronizován i teokratickým vládcem (chánem) autonomního Mongolska. Jeho plný titul Bogdo džavdzandamba chutagt chán Vnějšího Mongolska uznala i nová republikánské Čína Kjachtskou smlouvou.
Zřejmě záměrně byl jeho život zahalen tajemstvím a mnoho zpráv je dodnes nejasných a nejistých. Mládí prožil v paláci Potala, v roce 1875 dorazil do Urgy (Ich Chüre), tradičního sídla dževdzundamba chutagtů. V Mongolsku se ztotožnil s myšlenkou autonomie státu a zřejmě i přes vážnou oční vadu byl silným samostatným politikem. Úspěch autonomistických snach do značné míry přišel s rokem 1911, kdy byl láma intronizován jako vládce Mongolska. Úpadek moci zřejmě přišel s okupací Číny v roce 1919, na začátku roku 1921 sice bylo teokratické zřízení v Mongolsku restaurováno, nicméně značný vliv si ponechali komunisticky orientovaní Mongolové pod vlivem Sovětského svazu a po Bogd chánově smrti byla vyhlášena Mongolská lidová republika a hledání nové reinkarnace bylo zakázáno.
Život Bogd chána se od většiny dalších lámů odlišoval tím, že se oženil. Jeho první žena byla Cendín Dondogdulam, která s ním byla roku 1911 intronizována za vládkyni (chatun) Mongolska. Druhou ženou se stala Genenpil nedlouho před Bogd chánovou smrtí a stala se obětí vykonstruovaných procesů.